# 周恩来故居
33°30′30″N 119°08′14″E / 33.5082°N 119.1372°E
周恩来故居位于江苏省淮安市淮安区淮城镇中心镇淮楼西侧，系清咸丰年间，周恩来祖父周攀龙与其二哥从浙江绍兴移居江苏淮安做师爷时，购买了东西相连的2个宅院，共32间房屋，面积1960平方米。东院大门向东，位于驸马巷7号，西院门向南，临局巷。1898年3月5日，周恩来诞生在这里，在此居住直到1910年北上沈阳。
1950年代，此处成为大杂院，房屋因年久失修而逐渐破败，此后周恩来曾于1973年委托国务院值班室主任吴庆彤要求淮安县委“不要让人去参观”、“不准动员住在里面的居民搬家”、“房子坏了不准维修”。周恩来去世后，淮安县委于1978年修复周恩来故居，1979年对外开放。1982年列为江苏省文物保护单位。1988年列为第三批全国重点文物保护单位。

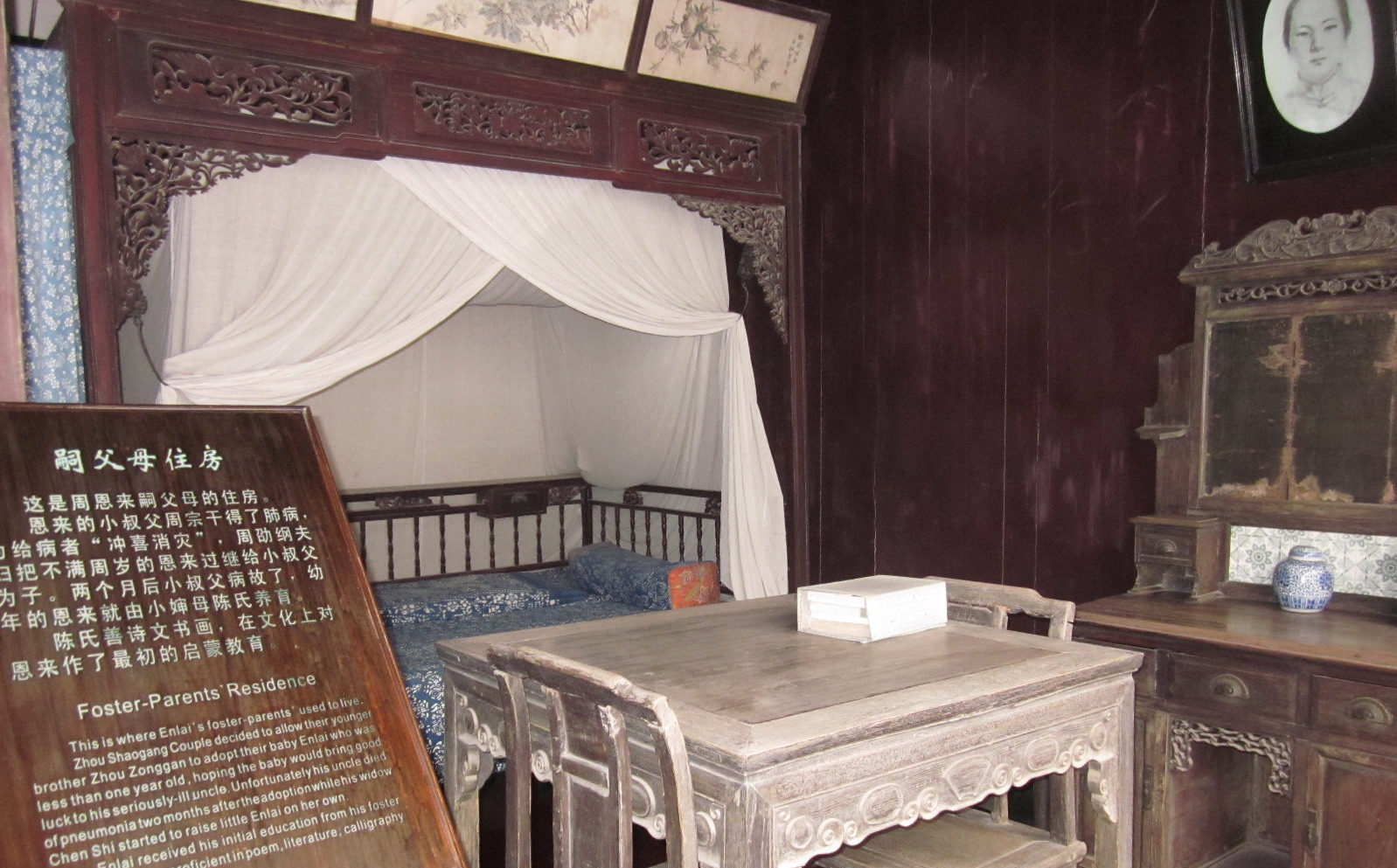
周恩來出生地
田中角荣贈送的櫻花

## 紀念館
周恩來紀念館位於江蘇省淮安市淮安區桃花垠，1986年3月由中宣部批准興建，1992年1月6日對外開放，鄧小平題寫館名，為全國愛國主義教育示范基地。
1998年為紀念周恩來百年誕辰，增建了仿北京中南海西花廳官邸和周恩來銅像廣場。2008年為紀念周恩來誕辰110周年，在周恩來紀念館附館基礎上又擴建了周恩來生平業績陳列館，並新建了西花苑碑園。
整個館區由一組紀念性建筑群、一個紀念島、三個人工湖和環湖綠地組成。館區總面積達40萬平方米，其中70%為水面。在紀念館南北800米長的中軸線上，依次建有瞻台、主館、陳列館、周恩來銅像廣場和仿中南海西花廳等紀念性建筑。
周恩來紀念館主館高26米，為外四方內八角形建筑。主館分為三層，分別為影視廳、瞻仰紀念大廳和觀景平台。擴建的周恩來生平業績陳列館內則設有四個展廳，按年代和專題分別陳列周恩來在各個重大歷史時期的圖片和相關的文獻、文物。由陳列館向北，是周恩來銅像廣場。銅像連基座高7.6米。由著名雕塑家、中央美術學院教授李守仁創作，取材於周恩來總理五、六十年代和人民群眾在一起交談時習慣性站姿。周恩來銅像廣場北端是仿北京中南海西花廳，分上下兩層。上層按北京中南海西花廳格局等比例設計和建造，並按周恩來任國務院總理期間工作和生活時的場景復原陳列，下層為臨時展廳和辦公用房。
2016年1月8日周恩来逝世40周年纪念日当天起，周恩来的灵车在该馆新建的“情归厅”展出至今。

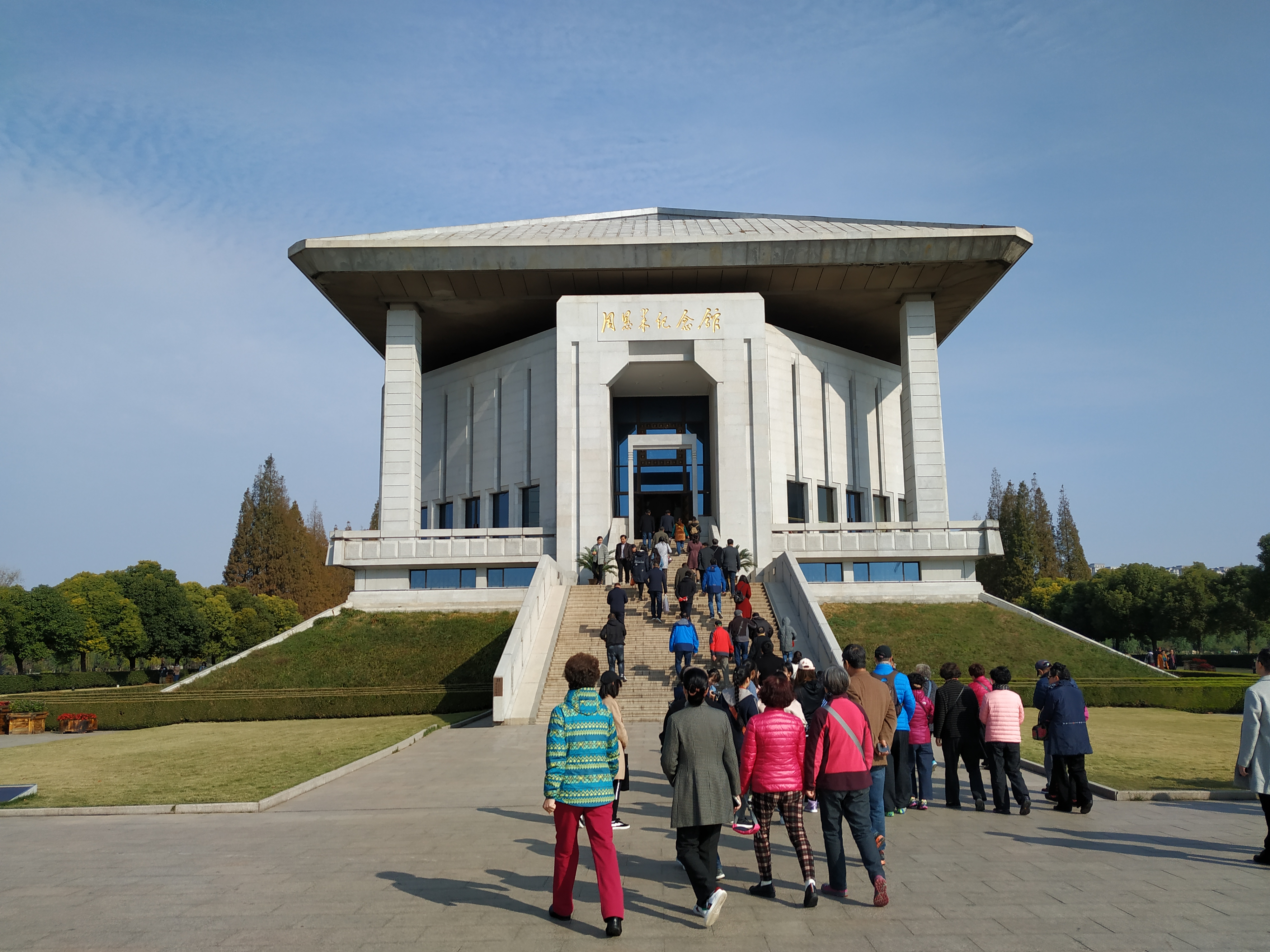
纪念馆主馆
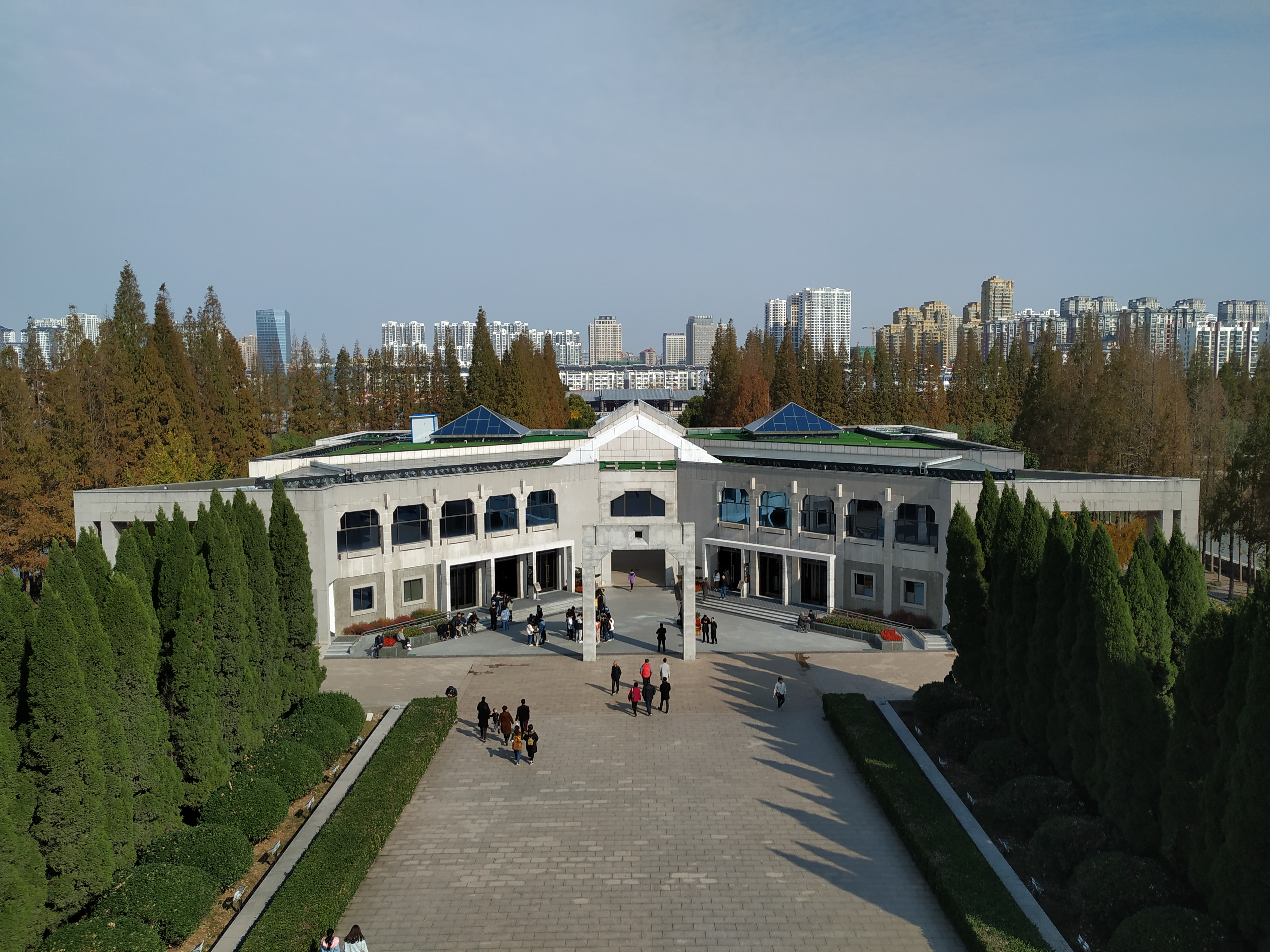
陈列馆，北侧为仿西花厅